# الهام شیخی (بازیکن تیم ملی فوتسال)
الهام شیخی بازیکن فوتسال اهل ایران و عضو اسبق تیم ملی فوتسال زنان ایران است.
الهام شیخی که در پست دروازه‌بان بازی می‌کند٬ در تیم‌های فوتسال بانوان «سپاهان اصفهان» و تیم فوتسال بانوان «دریژنو»٬ در لیگ برتر فوتسال بانوان ایران سابقهٔ بازی دارد.